# Afinată
L’Afinata  è un liquore dolce, ottenuto dalla miscelazione di sciroppo fresco di mirtilli (afine in lingua romena, da cui prende il nome), con alcol etilico.

## Preparazione
L'afinata è una bevanda che viene prodotta nelle stagioni estive per poi essere consumata durante l'inverno, ciò è dovuto al periodo di macerazione lungo qualche mese per poter ottenere un liquore aromatizzato e alcolico al punto giusto.
Si utilizzano mirtilli freschi ben puliti e lavati depositati insieme allo zucchero a strati alternati. Al termine di questo processo la bocca della damigiana viene coperta con una garza e lasciato riposare al sole dove il contenuto diventerà uno sciroppo. A questo punto viene aggiunto alcol etilico a gradazione di almeno 80%.